# Archidiecezja Akry
Archidiecezja Akry (łac. Archidiœcesis Accraënsis) – diecezja rzymskokatolicka w Ghanie. Powstała w 1943 jako apostolska prefektura. Podniesiona do rangi wikariatu apostolskiego w 1947. Diecezja od 1950, archidiecezja od 1992.

## Główne świątynie
- Archikatedra: Archikatedra Ducha Świętego w Akrze

## Biskupi diecezjalni
- Prefekci apostolscy
  - Adolph Alexander Noser SVD (1944 – 1947)

- Wikariusze apostolscy
  - Adolph Alexander Noser SVD (1947 – 1950)

- Biskupi diecezjalni
  - Adolph Alexander Noser SVD (1950 – 1953)
  - Joseph Oliver Bowers (1953 – 1971)
  - Dominic Kodwo Andoh (1971 – 1992)

- Arcybiskupi metropolici 
  - Dominic Kodwo Andoh (1992 – 2005)
  - Charles Palmer-Buckle (2005 - 2018)
  - John Bonaventure Kwofie (od 2019)

L